# Mount Moriah Cemetery

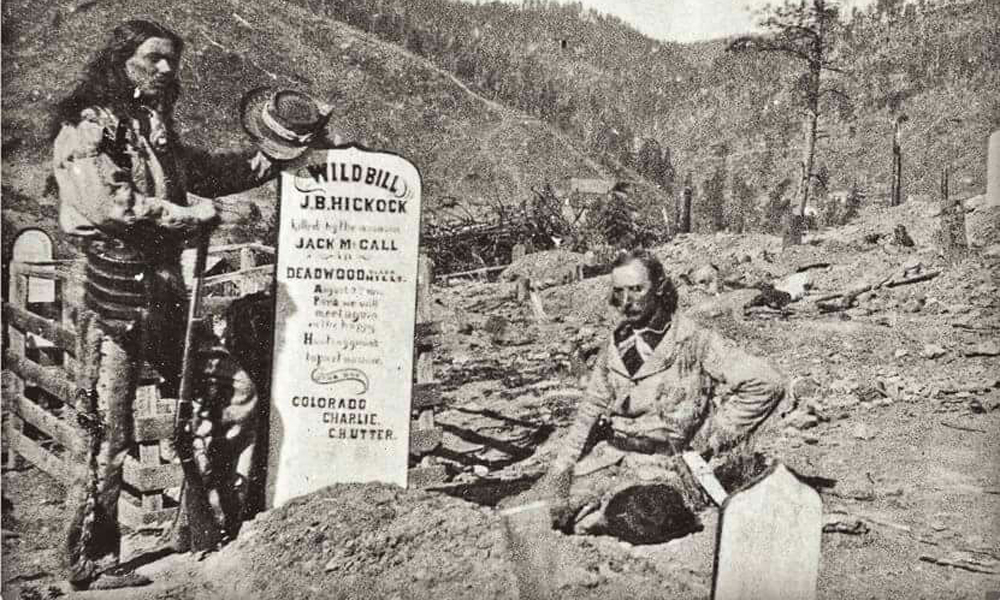
Het graf van Wild Bill Hickok

Mount Moriah Cemetery is een begraafplaats in Deadwood (South Dakota) waar veel bekende personen uit het Wilde Westen begraven liggen. Onder hen bevinden zich Wild Bill Hickok, Calamity Jane en Seth Bullock.
Het is traditie om de Amerikaanse vlag op deze begraafplaats 24 uur per dag te laten wapperen, dus niet zoals elders alleen tussen zonsopkomst en zonsondergang.